# 皮尔格-特劳滕费尔斯
皮尔格-特劳滕费尔斯是奥地利施蒂利亚州利岑县的一个市镇。总面积62.69平方公里，总人口977人，人口密度15.6人/平方公里（2005年）。